# 8763 Pugnax
8763 Pugnax è un asteroide della fascia principale. Scoperto nel 1971, presenta un'orbita caratterizzata da un semiasse maggiore pari a 2,7226534 UA e da un'eccentricità di 0,0257119, inclinata di 2,03657° rispetto all'eclittica.